# Ernst Ferdinand Sauerbruch
Ernst Ferdinand Sauerbruch (Barmen, 3 luglio 1875 – Francoforte sul Meno, 2 luglio 1951) è stato un chirurgo tedesco.

## Biografia

### Studi e formazione
Due anni dopo la sua nascita morì il padre e si trasferì con la madre a Elberfeld nella casa del nonno materno. Fu proprio il nonno a spingerlo a intraprendere gli studi liceali, che compì nel liceo di Elberfeld. Si iscrisse, quindi, alla facoltà di Scienze Naturali dell'Università di Marburgo dove scoprì la sua vera passione: la medicina.
Frequentò l'università di medicina di Lipsia, dove grazie all'aiuto del senatore His, medico svizzero, iniziò ad appassionarsi di anatomia. Il 26 febbraio 1901 conseguì l'esame di stato e divenne dottore in medicina.

### Ricerca scientifica

#### Primi anni di attività medica
Inizialmente si stabilì come medico condotto, a titolo di prova e di supplenza, in una piccola località della Turingia, vicino a Erfurt. Successivamente riuscì ad ottenere un posto come assistente presso la Casa delle Diaconesse Assiane di Kassel, ma a causa di un malinteso fu costretto a rinunciarvi. Ad Erfurt iniziarono i suoi primi studi sulla gabbia toracica e su un mezzo per trattare il pneumotorace aperto. Qui scrisse il suo primo lavoro scientifico: "Lesioni intestinali da contusione intestinale". 
Si dimise dall'ospedale di Erfurt il 1º gennaio del 1903 e successivamente ottenne lavoro all'Istituto anatomo-patologico dell'ospedale di Berlino-Moabit; qui il professor Langerhans gli consigliò di inviare il suo lavoro a due dottori: il professor Naunyn di Strasburgo e il professor Johannes von Mikulicz-Radecki di Breslavia. Grazie al sostegno di quest'ultimo, il 1º ottobre del 1903, ottenne un posto come medico volontario nella clinica chirurgica universitaria di Breslavia di cui era direttore von Mikulicz.
Qui Sauerbruch ampliò e iniziò il suo studio per la costruzione di una camera a depressione dove operare efficacemente lo pneumotorace. Il suo primo esperimento fu effettuato su un cane e, vedendo il successo ottenuto, decise di esporre la sua scoperta al professor von Mikulicz. Divenuto ormai celebre, Sauerbruch presentò la sua invenzione al congresso di chirurgia di Berlino, dove ottenne l'appoggio da tutta l'assemblea medica.
L'8 giugno 1905 Sauerbruch si abilitò come libero docente di chirurgia nell'università di Breslavia e, dopo la morte del professor von Mikulicz, avvenuta nello stesso anno, entrò nella clinica universitaria di Greifswald come assistente medico.
Sebbene i suoi studi sulla camera a depressione fossero apprezzati da tutta la comunità scientifica del tempo, a Greifswald, non ebbe la possibilità di approfondire lo sviluppo e le applicazioni della suddetta macchina.
In tale periodo conobbe Ada, nipote del prof. Friedrich Mosler, che divenne sua moglie il 3 gennaio del 1908.
Fu proprio grazie all'intervento del prof. Friedrich Mosler che ebbe la possibilità di lavorare al Policlinico di Marburgo. 

#### Attività in Svizzera
Anche qui, nonostante la pubblicazione di un'opera: “Chirurgia della pleura e del mediastino” non riuscì ad occuparsi del suo vero settore scientifico, fino a quando l'8 ottobre del 1910 fu nominato professore ordinario di chirurgia e direttore della clinica chirurgica e del policlinico dell'Ospedale cantonale di Zurigo.
Cominciò, quindi, uno dei periodi più belli della sua vita. In Svizzera, infatti, ebbe la possibilità di approfondire i suoi studi e di perfezionare le tecniche operatorie mettendo a punto anche strumenti operatori sempre più efficienti ottenendo, così, risultati eccezionali che accrebbero a livello internazionale la sua fama, ampliata ulteriormente dalla cura di pazienti illustri come Lenin e il ministro degli esteri russo.

#### Intervento ed esperienze nella grande guerra
Il tutto terminò bruscamente nel 1915, quando a seguito dello scoppio della prima guerra mondiale venne nominato chirurgo consulente del XV Corpo d'Armata e dovette trasferirsi a Strasburgo. 
La guerra in tutta la sua drammaticità gli offrì una serie di esperienze sia dal punto di vista medico che da quello umano. Si trovò, infatti, a curare lesioni traumatiche che spesso comportavano l'amputazione degli arti e ciò determinò il suo interesse nei confronti di protesi che potessero in qualche modo sostituire l'arto amputato. Sviluppò perciò tecniche operatorie che permettessero ai muscoli del moncone di essere innestati sulla protesi per attivarla con la loro contrazione. L'efficienza di questa tecnica fu tale che un suo paziente musicista riuscì con la protesi a continuare a suonare. Nella sua clinica privata ebbe come paziente Costantino, Re di Grecia, che approfittò non solo delle sue cure ma anche della sua facilità di muoversi dalla Svizzera alla Germania per consegnare una missiva al Kaiser Guglielmo II. Diventò così rappresentante segreto del Kaiser per consegnare lettere di quest'ultimo al Re di Bulgaria e al Sultano Turco.

#### Dopo il primo conflitto mondiale
Alla fine del primo conflitto mondiale gli fu offerto il posto di ordinario di chirurgia a Monaco di Baviera dove insegnò dal 1918 al 1927.
Dopo aver visto la terribile situazione in cui la Germania versava nel periodo post bellico decise di abbandonare l'adorata Svizzera e la sua clinica privata convinto com'era che la sua opera fosse più necessaria in Germania. Da buon medico non poneva nessuna differenza nel curare il povero o il ricco. Tale concetto fu da lui sempre sottolineato nelle numerose conferenze tenute in tutto il mondo quando gli si chiedeva come si sentisse ad aver curato tanti pazienti illustri. Il suo assistente, Leo Ritter, testimoniò di come Sauerbruch avesse curato Anton von Arco (Anton von Padua Alfred Emil Hubert Georg Graf von Arco auf Valley), l'autore del letale attentato contro Kurt Eisner il primo premier repubblicano della Baviera il 21 febbraio del 1919 e di come si fosse rifiutato di consegnarlo alle autorità militari.

#### Attività specialistica e interesse multidisciplinare
Continuò quindi ad esercitare la sua professione nonostante le difficoltà politiche che il paese viveva il quegli anni, maturando esperienze anche in settori non strettamente legati alla chirurgia toracica. Si interessò quindi alla cura del Lupus con una dieta privata del sale ottenendo ottimi risultati, alla cura della patologia tiroidea (gozzo) e dell'epilessia, dimostrando come il cosiddetto “Morbo Sacro” non fosse solo legato ad anomalie funzionali, ma anche a lesioni organiche (tumori). Pur essendo, quindi, a ragione considerato specialista in chirurgia toracica il suo interesse fu sempre multidisciplinare.
Nel 1927 il ministro prussiano della cultura gli propose di insegnare chirurgia a Berlino. Sauerbruch accettò e nella primavera del 1928 si congedò da Monaco di Baviera ed entrò nel nuovo incarico a Berlino. Fu invitato in Egitto nella Facoltà di medicina e nella Egyptian Medical Association per esporre, in una serie di conferenze, lo sviluppo della chirurgia generale, polmonare e ortopedica.

#### Nell'era del nazionalsocialismo

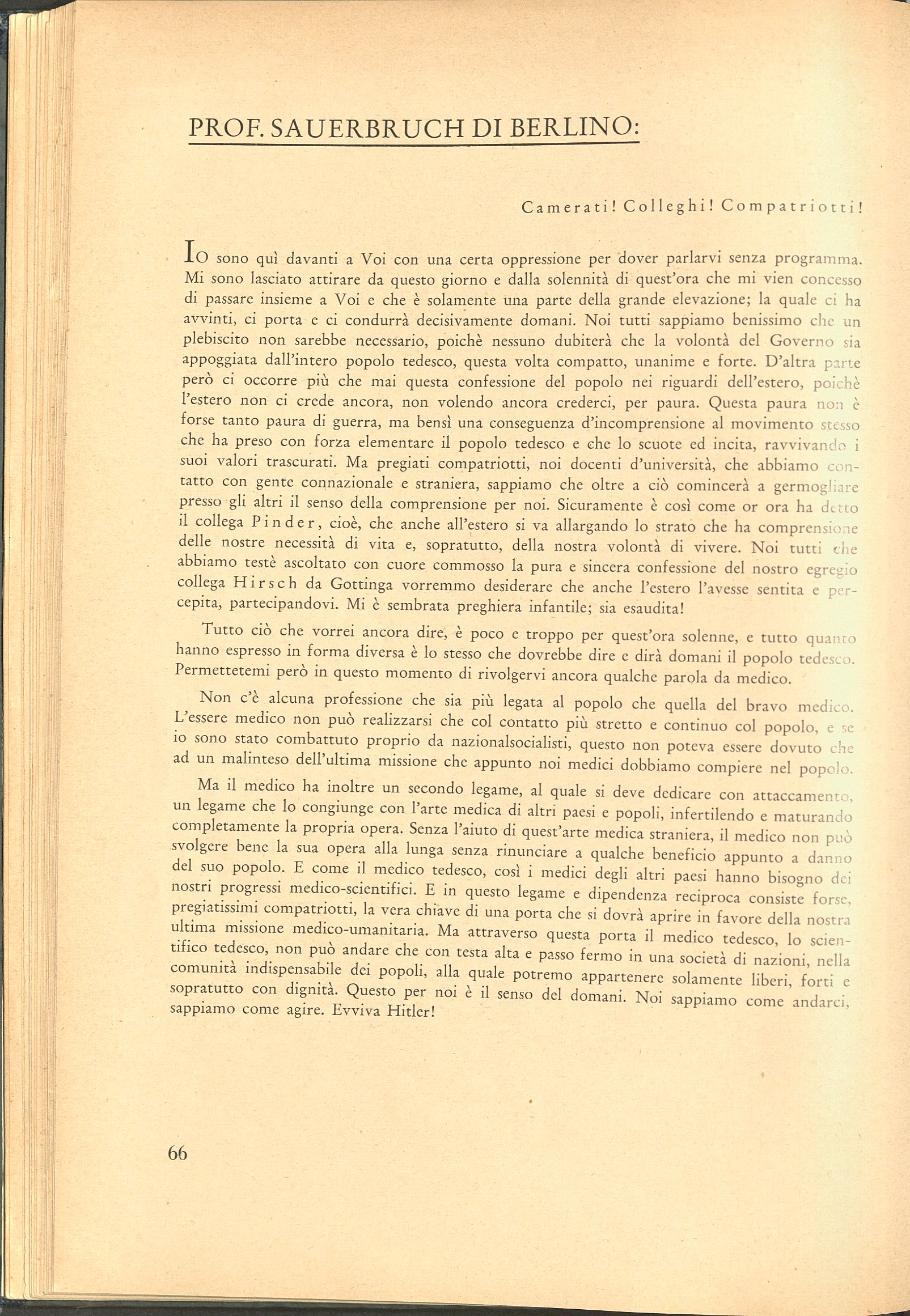
L'impegno dei professori per Adolf Hitler (1933)

Nel 1934 divenne Consigliere di Stato e fu eletto Rettore della Scuola superiore di educazione fisica di Berlino, dove iniziò a frequentare i membri della “Società del mercoledì”, fondata nel XVII secolo da Guglielmo von Humboldt allo scopo di offrire ai rappresentanti di molti settori della scienza l'occasione di scambiarsi le proprie idee. Conobbe in questo modo personaggi illustri tra cui gli storici Oncken e Meinecke, il fisico Max Planck, il colonnello generale Ludwig Beck. Lo stesso generale Beck lo introdusse nella cerchia anti-hileriana di Olbricht, Thomas e Oster. Nel 1937 il Fuhrer istituì per la prima volta il premio nazionale tedesco per l'Arte e la Scienza da consegnare a tre tedeschi meritevoli e nel settembre dello stesso anno fu invitato a recarsi nell'Opernhaus di Norimberga dove ricevette il terzo premio nazionale ex aequo con il professor August Bier.
Durante la seconda guerra mondiale dovette recarsi a visitare gli ospedali in Francia, Paesi Bassi e Belgio e grazie a queste opere ricevette la Croce di guerra di prima classe con spade. Durante lo stesso periodo gli fu comunicato che uno dei più brillanti ufficiali dello Stato Maggiore, il conte Claus Schenk von Stauffenberg, era gravemente ferito ed aveva bisogno di cure urgenti. Il paziente si trovava in una condizione tragica: un proiettile gli era penetrato nella parte posteriore della testa, aveva attraversato un occhio ed era bloccato nella scatola cranica.
Il conte Claus Schenk von Stauffenberg si rifiutò di ricevere delle cure adeguate in quanto impegnato ad organizzare una congiura nei confronti di Hitler. Sauerbruch, comunque, lo convinse a ricevere delle minime cure. Come amico del generale Ludwig Beck e del colonnello Claus Schenk von Stauffenberg, fu certamente vicino agli ambienti della resistenza al nazismo nell'ultimo periodo della guerra, anche se non venne direttamente coinvolto nell'azione che avrebbe dovuto portare all'eliminazione di Adolf Hitler del 20 luglio del 1944 e perciò non condannato.

#### Dopo la seconda guerra mondiale
Al termine della seconda guerra mondiale, Berlino come tutta la Germania versava in condizioni pessime. In tale situazione il chirurgo riuscì a conservare la sua abitazione e a mantenere in gran parte integra la sua famiglia, fatta eccezione per Friedrich, l'unico disperso tra i suoi figli. Tuttavia, durante gli ultimi anni della sua vita ebbe la fortuna di incontrare e di curare il comandante del campo di prigionia della Bassa Sassonia, dove era tenuto prigioniero il figlio. A seguito delle cure, come ringraziamento, il comandante liberò il figlio Friedrich.
Sauerbruch morì il 2 luglio 1951 a Francoforte sul Meno.
Lasciò importanti studi ed osservazioni sulla chirurgia dell'esofago, ma è soprattutto alla cura dietetica della tubercolosi polmonare e alla chirurgia toracica che ha legato il suo nome.
In questo settore ideò anche una camera a depressione per gli interventi sulla pleura e sul polmone.

## La camera a depressione
Ai primi anni del ‘900 uno dei principali limiti della chirurgia era l'impossibilità di operare nel torace senza provocare una condizione patologica quasi sempre mortale definita pneumotorace. Il pneumotorace è la situazione che si genera quando si annulla la pressione negativa presente nel cavo pleurico, determinando un quadro clinico di grave difficoltà respiratoria e circolatoria. Aprire, quindi, il torace per necessità chirurgiche portava inevitabilmente a tale situazione. Spesso, nella pratica quotidiana, Sauerbruch si trovava a constatare quanto il pneumotorace, legato a cause traumatiche, fosse letale, ma soprattutto intuì come una tecnica, che potesse evitare il pneumotorace all'apertura della gabbia toracica, avrebbe aperto prospettive terapeutiche straordinarie. Il suo pensiero andava soprattutto alla malattia più diffusa il quel periodo: la tubercolosi. Con questa prospettiva si trasferì a Breslavia presso la clinica universitaria diretta dal professor von Mikulicz, dove ebbe la giusta intuizione per risolvere questo problema. Pensò che, se fosse riuscito a creare intorno al campo operatorio un ambiente in cui la pressione fosse uguale a quella del cavo pleurico, avrebbe potuto aprire il torace senza determinare il pneumotorace. Con l'aiuto di due tecnici in una cantina della clinica costruì la prima rudimentale camera a depressione che sperimentò sugli animali e, quando convinse della bontà del suo progetto il professore von Mikulicz, cominciò a sviluppare il prototipo definitivo. Perfezionò così una camera, in cui potessero operare il chirurgo con un assistente, dotata di una valvola così precisa che la pressione al suo interno poteva essere regolata nell'ordine del mmHg. La camera a depressione era dunque una realtà.

## Pubblicazioni
- Ferdinand Sauerbruch: Lesioni intestinali da contusione intestinale, Erfurt 1903.
- Ferdinand Sauerbruch: Chirurgia della pleura e del mediastino, Marburgo 1910.
- Ferdinand Sauerbruch e Rudolf Nissen: Chirurgia Generale, Lipsia 1933.
- Ferdinand Sauerbruch: Questa era la mia vita "Autobiografia" Aldo Martello, Milano, 1954, 469 p.